# Александровка (посёлок, Кировоградская область)
Алекса́ндровка (укр. Олекса́ндрівка) — посёлок в Кропивницком районе Кировоградской области Украины, центр Александровской поселковой общины. До 2020 г. — районный центр Александровского района. Железнодорожная станция Фундуклеевка (1876).

## География и климат
Посёлок расположен на холмистой лесо-степной Приднепровской возвышенности Восточно-Европейской равнины, в 54 километрах от Кропивницкого — областного центра, на северо-востоке Кировоградской области по обеим берегам реки Тясмин. Территория — 6,025 км². По северной окраине проходит административная граница с Черкасской областью.
Климат умеренно континентальный с чётким чередованием времён года. Среднемесячная температура января — −6,6 ° C, июля — +20,2 ° C. Среднегодовое количество осадков — 527 мм. Преобладают северные и северо-западные ветры.
Почвы луговые, лугово-чернозёмные, чернозёмные обычные, дерново-глинистые. Чернозёмы повсеместно распаханы. Не распаханные участки на южных окраинах покрыты степной растительностью, высажены лесополосы. В пойме реки Тясмин растительность болотно-луговая.

## Население
По состоянию на конец 2019 года население посёлка составляло 8464 жителей. По национальному составу преобладают украинцы. Проживают также русские, белорусы, евреи, армяне, цыгане и другие.
Историческая демография
- — Данные: Статистика народонаселения Украины

### Языковой состав
Во время переписи 2001 года 96,66 % населения посёлка указали украинский язык родным, 2,81 % — русский, 0,53 % — другие языки.

## История

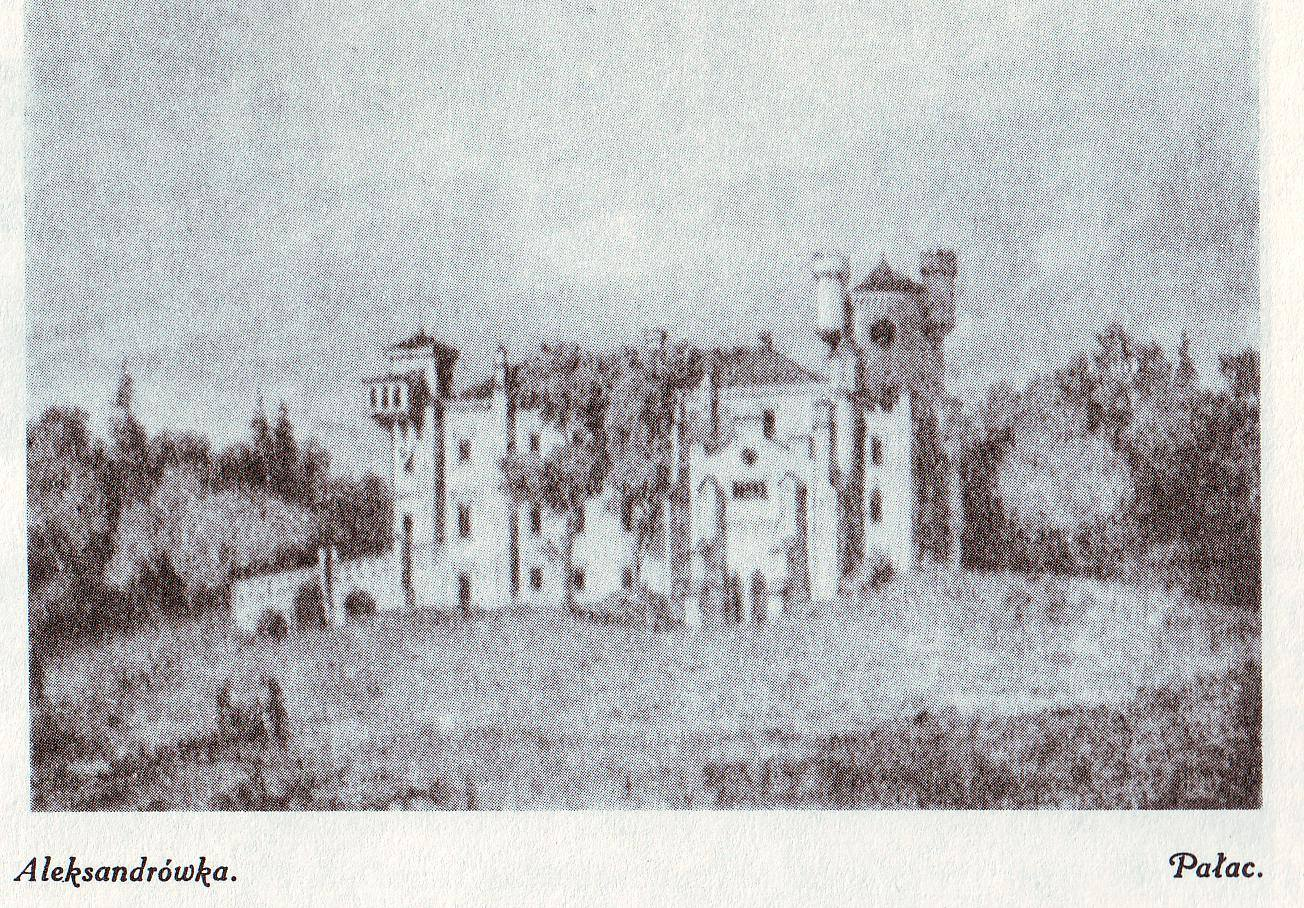
Дворец Паулины Грабовской

Первые люди, на территориях где сегодня располагается посёлок, появились в эпоху позднего палеолита, примерно 10-12 тысяч лет тому назад. В эпоху неолита на этих землях проживали в основном племена ямной и катакомбной культур. В X—XIII веках до н. э. их сменили представители Чернолесской культуры.
В эпоху раннего железа, начиная с VII века до н. э. — скифы землепашцы, которые вели активную торговлю с античными государствами. Начиная с III, II веков до н. э. скифов начали постепенно вытеснять сарматские племена в бассейн реки Тясмин.
С образованием Древнерусского государства земли современного Александровского района оказались нв его южных границах. Первое летописное упоминание о крае относится к 1190 году, во времена пребывания на Тясмине князей Святослава и Рюрика. Во времена татаро-монгольского нашествия все поселения на территории района были разрушены, а люди убиты или обращены в рабство.
В XIV веке земли где сейчас располагается посёлок были захвачены литовцами, а после заключения Люблинской унии перешли в собственность польским шляхтичам Любомирским и Яблоневским.
Посёлок возник как небольшое поселение в середине XVII века, позднее была возведена православная церковь. Впервые упоминается как населённое место в документах Речи Посполитой — грамоте польского короля Станислава II Августа 1785 года.
После Третьего раздела Польши 23 декабря 1794 (3 января 1795) и вплоть до 1919 года Александровка входила в состав Чигиринского уезда Киевской губернии Российской империи.
В 1787 году село и окрестные плодородные земли были пожалованы императрицей Екатериной II князю Григорию Потёмкину, который подарил их подполковнику Ф. Бжозовскому, а тот впоследствии продал селение вместе с крепостными местным помещикам.
В литературе упоминается готический замок в Александровке с цилиндрической башней и террасой, построенный Паулиной Грабовской (семьёй Грабовских). Этот дворец был одним из центров польской культурной жизни на этих землях. Рядом с замком был разбит изысканный английский парк.
История посёлка связана с декабристским движением. В посёлке жили или бывали С. Г. Волконский, В. Л. Давыдов, А. В. Ентальцев, В. Н. Лихарев.
В 1855 году крестьяне посёлка и окрестных имений принимали активное участие в антикрепостническом движении «Киевская казатчина».
В 1839 году в посёлке построен сахарный завод, а в середине XIX века — табачная фабрика, пивоваренный и два кирпичных завода. Развитию промышленности и торговли в посёлке способствовало открытие в 1876 году железнодорожной станции Фундуклеевка, названую в честь И. И. Фундуклея, который выступил основным спонсором строительства.
В 1866 году Александровка становится волостным центром. С середины XIX века были построены и работали заводы шипучих вод, пивоваренный, кирпичный, сахарный, восемь ветряных и пять конных мельниц, гостиница, шесть постоялых дворов, две казённые винные лавки.
В январе 1918 года в Александровке была провозглашена советская власть, окончательно утвердившаяся к коцу 1920 года, после окончания гражданской войны на Украине.
С 1923 года село Александровка становится районным центром в составе Черкасского округа, а после ликвидации округов вошла в состав Каменского района Киевской области. В 1935 году вновь становится райцентром Киевской, а в 1939 — Кировоградской области.
В период немецко-фашистской оккупации (5 августа 1941 — 8 января 1944) 927 человек, среди которых значительное количество составляли евреи, было расстреляно. 956 уроженцев посёлка воевали на фронтах Великой Отечественной войны, 179 из них погибли в бою. Отступая, оккупанты взорвали цеха сахарного завода, железнодорожный вокзал, нефтехранилище, больницу, аптеку, три школы, много жилых домов, сожгли маслозавод и мельницу.
В послевоенные годы разрушенное народное хозяйство было восстановлено, построены: автовокзал, кинотеатр, два дома культуры, библиотека, универмаг, аптека, быткомбинат, банно-прачечный комбинат и другие объекты. В 1957 году Александровке стала посёлком городского типа.
В 1970-х годах вблизи посёлка была построена ветка газопровода «Союз», один из участков которой строила молодежь из ГДР. Была возведена мощная газокомпрессорная станция и ремонтный участок. В центре были построены несколько многоквартирных жилых домов по немецкому образцу.
В ликвидации последствий радиационного заражения после аварии на Чернобыльской АЭС, произошедшей 26 апреля 1986 года, принимало участие около 200 жителей посёлка.
В ходе административной реформы в Украине, в 2020 году Александровский район был упразднён, а новообразованная Александровская поселковая община вошла в состав Кропивницкого района

## Экономика

### Транспорт и связь
Александровка расположена на пересечении международных автомобильных дорог М-04 и М-22, что позволяет добраться на автомашине до любого города Украины, России, Азии или Европы.
Действуют железнодорожная и автобусная станции, имеется регулярное сообщение с Киевом, Кропивницким, Черкассами, Кривым Рогом, Жёлтыми Водами и Николаевом.
В посёлке работают все национальные операторы сотовой связи, доступны для установки комплекты спутникового интернета и телевидения. С 1930-х годов в посёлке проведена проводная телефонная связь и радио, в последнее время можно провести и высокоскоростной проводной интернет в любой дом на территории посёлка.

### Местная промышленность
По состоянию на начало 2019 года в посёлке работают промышленные предприятия:
- ОАО «2-й имени Петровского сахарный завод»
- Комбикормовый завод
- Завод продтоваров (производство безалкогольных напитков, уксуса, подсолнечного масла)
- Пищекомбинат райпотребсоюза (хлебобулочные, макаронные изделия, колбасы, копчености)
- Фундуклеевская хлебоприемная контора
- Районная типография
- Автотранспортное предприятие
- Дорожно-строительная компания

Также функционируют: газокомпрессорная станция и ремонтный участок, ряд строительных организаций, птицеводческие фермы и сельхозпредприятие «Искра».

## Социальная сфера

### Образование
Работают три общеобразовательные школы, где учатся более 1300 учащихся, а также филиал Кировоградского ПТУ. К услугам детей и юношества — станция юных техников, районный Дом детского творчества.

### Досуг
Построен районный (на 500 мест) и городской Дома культуры, клуб и библиотека сахарного завода, районные библиотеки для детей и взрослых, детская музыкальная школа и центр «Семейный дом». Наиболее известны народные самодеятельные коллективы: хор «Тясмин». Звание «народного коллектива» носит также фольклорный ансамбль «Родничок».

### Спорт
В поселке есть стадион где проходят игры на первенство области по футболу, в которых активное участие принимает местная футбольная команда «Тясмин». Спортивную смену готовят детско-юношеская спортивная школа и шахматный клуб «Олимп». Среди воспитанников детско-юношеской спортивной школы — чемпионы Украины по легкой атлетике Владимир Белоконь и Владимир Рыбак.

### Средства массовой информации
В Александровке издаётся и распространяется районная газета «Вперед», газета районной организации Народного Руха Украины «Мета», работает редакция районного радиовещания. Имеются городские новостные интернет-ресурсы.

### Здравоохранение
В поселке работает Центральная районная больница и поликлиника, три аптеки и пять филиалов.

### Религия
В поселке действует Свято-Успенская церковь (УПЦ МП), общины адвентистов седьмого дня, евангельских христиан-баптистов.

### Персоналии
В Александровке родились:
- Мациевич, Лев Макарович (1877—1910) — российский авиатор, капитан, деятель украинского национально-освободительного движения, сооснователь Революционной украинской партии; погиб в первой авиационной катастрофе в Российской империи.
- Златогорова, Бронислава Яковлевна (Гольдберг; 1904—1995) — советская певица (контральто); Народная артистка РСФСР (1951).
- Пятигорский, Леонид Моисеевич (1909—1993) — советский физик-теоретик.

В Александровке провёл свои детские годы, жил и работал польский писатель М. А. Грабовский, с посёлком связаны жизнь и деятельность украинского писателя В. Ф. Кобзаря, художника Ф. Ф. Лагно.

## Достопримечательные места и памятники
| Изображение | Наименование объекта                                   | Адрес                         | Национальный реестр |
| ----------- | ------------------------------------------------------ | ----------------------------- | ------------------- |
|             | Административное здание управления сахарного завода    | ул. Независимости Украины, 50 |                     |
|             | Дом, постройки середины XIX века                       | ул. Независимости Украины, 72 |                     |
|             | Строение, постройки начала XX века после реконструкции | ул. Независимости Украины, 39 |                     |
|             | Торговые ряды конца XVIII века                         | ул. Независимости Украины, 29 |                     |

На северных окраинах посёлка имеется сосновый лес с памятником природы «Георгиевская роща» (площадь 5,4 га). На берегах реки Тясмин и в Георгиевском роще обустроены зоны отдыха.